# Marius Theiler
Marius Theiler   (23 d'agost de 1938) és un atleta suís, ja retirat, especialista en curses de velocitat, que va competir durant la dècada de 1960.
En el seu palmarès destaca una medalla de bronze en la prova del 4x400 metres del Campionat d'Europa d'atletisme de 1962 formant equip amb Bruno Galliker, Jean-Louis Descloux i Hans-Rüdi Bruder. Va formar part de l'equip que millorà el rècord nacional dels 4x400 metres en dues ocasions.
El 1964 va prendre part en els Jocs Olímpics d'Estiu de Tòquio, on quedà eliminat en sèries de la prova dels 4x400 metres del programa d'atletisme.

## Millors marques
- 400 metres. 47.7" (1962[4]